# Christy Moore
Christy Moore (celým jménem Christopher Andrew Moore, * 7. května 1945 Newbridge) je irský folkový zpěvák a skladatel, který vychází z irské lidové hudby a doprovází se na kytaru a bodhrán.
Původně pracoval v bance, po vypuknutí stávky irských bankovních zaměstnanců v roce 1966 odešel do Anglie a začal se živit hudbou. Vystupoval s Lukem Kellym a triem Grehan Sisters, v roce 1969 vydal ve spolupráci s Dominicem Behanem u společnosti Mercury Records svoje první album. V letech 1972–1975 byl členem hudební skupiny Planxty. Produkoval kolektivní album H Block (1980), na němž hudebníci vyjádřili solidaritu s příslušníky Prozatímní irské republikánské armády vězněnými v Severním Irsku (podporu IRA Moore veřejně odvolal po bombovém útoku v Enniskillenu v listopadu 1987). V roce 1981 založil skupinu Moving Hearts, z níž po roce odešel zpět na sólovou dráhu. V roce 1995 vydal hodinový videofilm o své hudební kariéře Christy. Do čela hitparády Irish Recorded Music Association pronikly jeho desky Traveller, This Is the Day a Listen. V roce 2010 získal cenu Meteor Music Awards pro irského zpěváka roku.
Moore je znám četnými veřejnými vystoupeními, v nichž se hlásí k radikální levici a k irskému republikanismu. V písni „They Never Came Home“ o požáru v dublinském klubu Stardust v roce 1981 obvinil vedení klubu, že zanedbáním bezpečnostních opatření zavinilo smrt 48 lidí. Následovala žaloba za pomluvu, po níž irský soud nařídil stáhnout desku z prodeje a zakázal ji vysílat v rozhlase (znovu vyšla až roku 2004, kdy vyšetřování prokázalo, že jeden z nouzových východů klubu byl skutečně uzamčen). Podpořil prezidentskou kandidaturu Mary Robinsonové a své album Burning Times dedikoval Rachel Corrieové. Píseň „Veronica“ složil na počest Veronicy Guerinové a z repertoáru Arlo Guthrieho převzal song o Víctoru Jarovi. V roce 2004 byl Moore při cestě do Spojeného království zadržen a vyslýchán v Holyheadu na základě zákona o prevenci terorismu.
Jeho mladší bratr Kevin je rovněž písničkářem a vystupuje pod pseudonymem Luka Bloom.

## Diskografie
- Paddy on the Road (1969)
- Prosperous (1972)
- Whatever Tickles Your Fancy (1975)
- The Iron Behind the Velvet (1978)
- The Time Has Come (1983)
- Ordinary Man (1985)
- The Spirit of Freedom (1986)
- Unfinished Revolution (1987)
- Voyage (1989)
- Smoke & Strong Whiskey (1991)
- King Puck (1993)
- Graffiti Tongue (1996)
- Traveller (1999)
- This Is the Day (2001)
- Burning Times (2005)
- Listen (2009)
- Where I Come From (2013)
- Lily (2016)
- Flying Into Mystery (2021)